# ウトヤ島、7月22日
『ウトヤ島、7月22日』（ウトヤとう7がつ22にち、Utøya 22. juli）は、2018年のノルウェーのパニック映画。
監督はエリック・ ポッペ、出演はアンドレア・ベルンツェンとアレクサンデル・ホルメンなど。
2011年7月22日に起きたノルウェー連続テロ事件の一つ、ウトヤ島で起きた銃乱射事件を映画化。全編のうち72分間をワンカットで映像化している。第68回ベルリン国際映画祭エキュメニカル審査員賞スペシャルメンション受賞。

## ストーリー
「世界一平和な場所」と呼ばれるノルウェーの小島・ウトヤ。政治家志望の少女カヤは、乗り気ではない妹のエミリエと共に島で開催されたノルウェー労働党青年部のサマーキャンプに参加していた。
しかし、島は極右のテロリストにより激しい銃撃に見舞われる。カヤは極限状態の島の中で、見つからなくなったエミリエを探す。

## キャスト
カッコ内は日本語吹替
- カヤ: アンドレア・ベルンツェン（ノルウェー語版）（佐藤利奈）
- エミリエ: エリ・リアノン・ミュラー・オズボーン（松本沙羅）
- オーダ: ジェニ・スベネビク（桐島ゆか）
- マグヌス: アレクサンデル・ホルメン（真木駿一）
- クリスティーネ: インゲボルグ・エネス
- イッサ: ソロシュ・サダット
- ペッテル: ブレーデ・フリスタット
- カロリーネ: アーダ・アイド
- シグリ: カロリーヌ・シャウ
- ハリマ: タマンナ・アグニホートリ
- ヘルマン: トルケル・ドンマースネス・ソルダル
- トビアス: マグヌス・モエン
- シリエ: マリアンヌ・グジェルスバック
- エーベン: ダニエル・サン・トラン
- スカード・イエント: ソルベイ・コルエン・ビルクラン